# Стадион Алфонсо Лопез
Стадион Америко Монтанини (шп. Estadio Américo Montanini), се користи углавном за фудбалске утакмице. Стадион има капацитет да прими 25.000 посетилаца  и дом је Атлетико Букараманге. Од 2006. до 2016. имао је први терен са синтетичком травом у Колумбији. Стадион Алфонсо Лопез је део веће Виље Олимпика Алфонсо Лопез.

## Историја
Стадион, који је првобитно изграђен да задовољи потребе стечене уз обавезу одржавања В националног првенства, свечано је отворен 12. децембра 1941. године. Стадион је назван „Спортска јединица Алфонсо Лопез Пумарехо”, који је био председник Колумбије у два мандата, (1934. до 1938. и 1942. до 1945.), он је увео политичке и економске реформе и издао је декрет који је познат као „Марчинг револушн” у то време гувернера Алфредо Кадена Д'Коста.
Бина стадиона није имала посебну употребу све до 1949. године, када је почела да служи као седиште новонасталог фудбалског тима Атлетико Букараманга. Од тада су обављене три рновације. Први се догодио 1955. године, када је западни сектор подигнут бетонирањем додатка, али са смањеним проширењем у односу на постојећи. За другу реновацију на стадиону 1972. године било је потребно 17 година, где је изграђена већа трибина која је проширила северну и јужну платформу, док су на источној трибини изграђене мале радио кабине за штампу. Овом интервенцијом капацитет се попео са 10.000 на 15.000 гледалаца.
Одржавање „Државних игара 1996.” била је сврха последњег значајног проширења. Радови су се састојали од изградње паркинга за аутомобиле, уклањања крова на западној трибини, измештања радио кабина, изградње боксова за званице, проширења северне и југозападне трибине и, на крају, изградње повлашћене високе трибине, којим је повећан капацитет стадиона на 28.000 гледалаца.